# Nick Yelloly

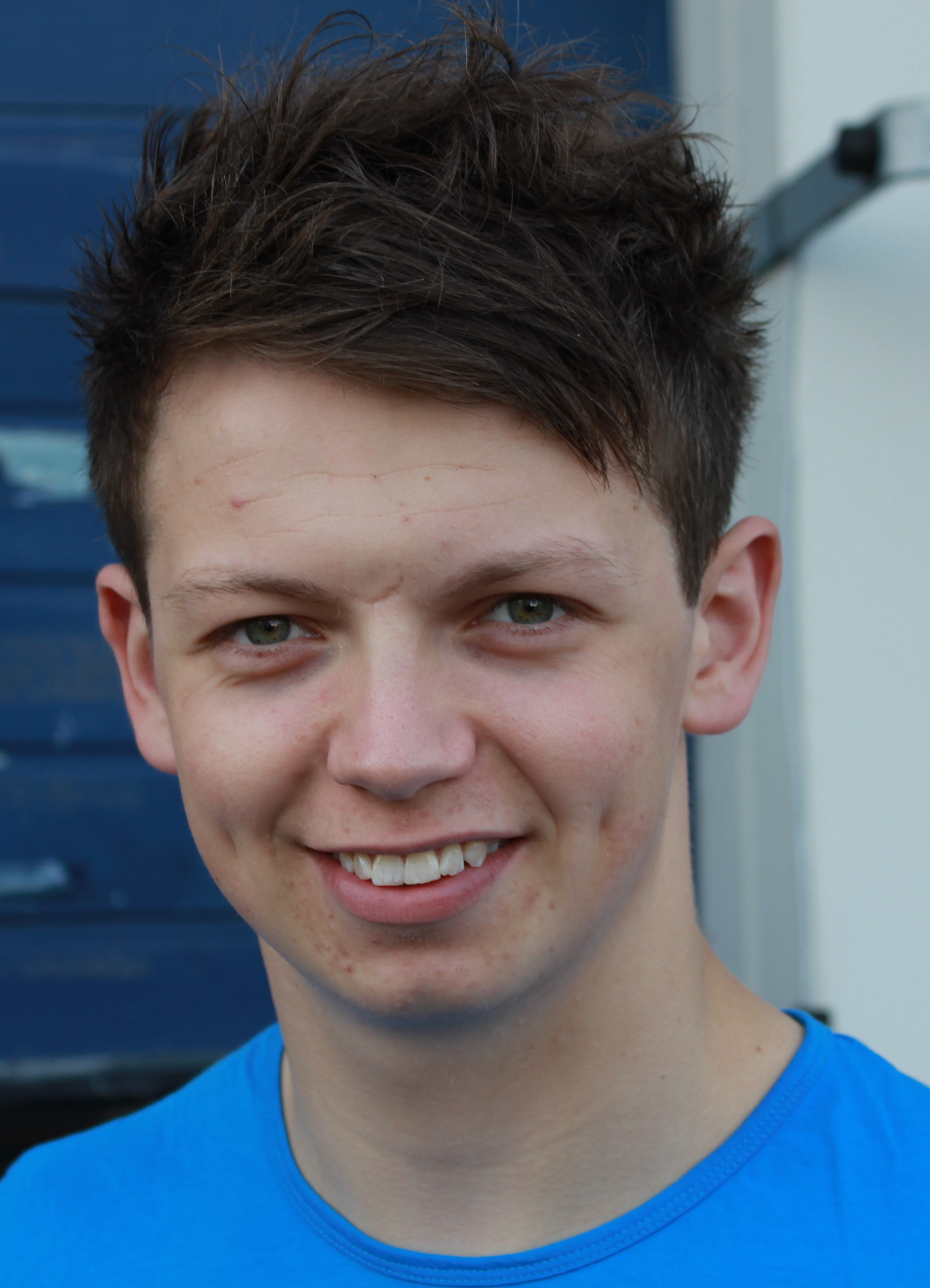
Nick Yelloly in 2012

Nicholas Jon (Nick) Yelloly (Stafford, 3 december 1990) is een Brits autocoureur.

## Carrière

### Karting
Yelloly maakte zijn kartdebuut in september 2005. Nadat hij deelnam aan het Junior TKM Intermediate in 2006, stapte hij over naar ICA in 2007, waarin hij als 15e finishte. Vervolgens stapte Yelloly over naar het Super 1 National KF1-kampioenschap in 2008 en eindigde hier op de achtste positie.

### Formule Renault
Yelloly ging in 2008 rijden in het Formule Renault UK Winterkampioenschap en eindigde hier als veertiende met punten in alle vier de races voor het team Fortec Competition. In 2009 stapte hij over naar het Hitech Junior Team om een volledig seizoen deel te nemen aan de Britse Formule Renault. Hij heeft twaalf keer punten gescoord en eindigde als negentiende in het kampioenschap en als zevende in de Graduate Cup.
Yelloly bleef in het kampioenschap in 2010 bij hetzelfde team, alleen nu heet het Atech Grand Prix. Hij behaalde dit jaar betere resultaten, hij eindigde als zevende in het kampioenschap met drie podia en een overwinning in de laatste ronde op Brands Hatch.

### GP3 Series
Yelloly zet zijn partnerschap met ATECH CRS GP voort in 2011, als hij gaat rijden in de GP3 Series. Hij kende hier een teleurstellend seizoen, hij werd 21e met 7 punten met één podiumplaats in de eerste race op Silverstone.
In 2013 keerde Yelloly terug in de GP3, maar nu voor het team Carlin. Hij kreeg Eric Lichtenstein en Luís Sá Silva als teamgenoten. Hij behaalde vier podiumplaatsen, waarmee hij als zevende in het kampioenschap eindigde met 107 punten.
In 2014 stapt Yelloly over naar het team Status Grand Prix in de GP3. Hij behaalde drie podiumplaatsen voordat hij in de laatste race van het seizoen op het Yas Marina Circuit de race won, nadat de oorspronkelijke winnaar Patric Niederhauser werd gediskwalificeerd omdat zijn auto niet aan de reglementen voldeed. Hiermee eindigde hij als zesde in het kampioenschap met 127 punten.

### Formule Renault 3.5 Series
In 2011 maakte Yelloly ook zijn debuut in de Formule Renault 3.5 Series voor het team Pons Racing. Hij nam enkel de laatste drie raceweekenden op Silverstone, Paul Ricard en Barcelona deel en behaalde in de laatste race van het seizoen één podiumplaats met een tweede plaats. Mede hierdoor eindigde hij als veertiende in het kampioenschap met 36 punten.
In 2012 neemt Yelloly aan het volledige seizoen van de Formule Renault 3.5 deel, maar stapt hij over naar het team Comtec Racing. Hij wint meteen de eerste race op het Motorland Aragón en behaalde op de Nürburgring nog een tweede overwinning. Uiteindelijk eindigde hij met 122 punten als vijfde in het kampioenschap.
In mei 2013 wordt bekend dat Yelloly eenmalig terug zou keren in de Formule Renault 3.5 in de ronde op het Circuit de Monaco voor het team Zeta Corse naast Carlos Sainz jr.
In 2015 keerde Yelloly opnieuw eenmalig terug in de Formule Renault 3.5 bij het team Lotus tijdens het raceweekend op Silverstone als vervanger van Marlon Stöckinger, die verplichtingen had in de GP2 Series.

### GP2
In 2015 maakt Yelloly tijdens het tweede raceweekend in Barcelona zijn debuut in de GP2 Series voor het team Hilmer Motorsport. Tijdens het raceweekend op het Autodromo Nazionale Monza nam hij niet deel omdat hij dat weekend in de Formule Renault 3.5 reed.

## Persoonlijk
Buiten het circuit houdt Yelloly ervan om te gymmen en te golfen.